# Vlag van Warstiens

Vlag van Warstiens

De vlag van Warstiens is het dorpsvlag van het Nederlandse dorp Warstiens, in de Friese gemeente Leeuwarden. Bij gemeenteraadsbesluit van 8 december 1985 zijn een wapen en een vlag vastgesteld voor de 18 dorpen van de voormalige gemeente Boarnsterhim. De vlag werd in 1986 geregistreerd.

## Beschrijving
De beschrijving van de vlag is als volgt:
Twee lengtebanen van blauw en wit, verhouding lengten 2:1; in de blauwe baan een geel klaverblad.
De kleuren zijn afkomstig van het dorpswapen.

## Symboliek
- Witte baan: symbool voor het Langdeel, een kanaal dat het dorpsgebied in tweeën deelt.[2]
- Klaverblad: duidt op het agrarische karakter van het dorp.[2]

Kleurstelling: overgenomen uit het wapen van Idaarderadeel, de gemeente waar het dorp eertijds tot behoorde.

Het wapen van Idaarderadeel.